# Pinkpop 1985
Pinkpop 1985 werd gehouden op 27 mei 1985 op het Sportpark Burgemeester Damen in Geleen. Het was de zestiende van zeventien edities van het Nederlands muziekfestival Pinkpop in Geleen, waar ook de eerste editie plaatsvond. Het was een drukkend warme en zonnige dag voor 15.000 bezoekers.

## Optredens
- GaGa
- Jason & The Scorchers
- Chris Rea
- China Crisis
- King
- The Stranglers
- Yngwie Malmsteen
- Steel Pulse